# Svärta gård

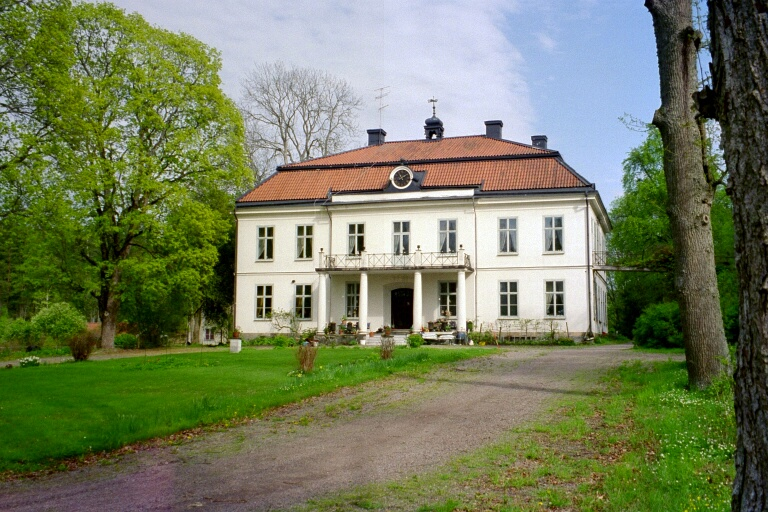
Svärta gård.

Svärta gård, gods, förr järnbruk (Norshammar) i Svärta socken vid Svärtaån norr om Nyköping. År 1931 hade Svärta gods en total yta av 3534 hektar, varav 582 hektar åker.
Det nuvarande corps-de-logiet till Svärta gård ligger öster om Svärtaån, med framsidan mot denna. Ett äldre corps-de-logi uppfört omkring 1800 ligger snett bakom, norr därom, med gaveln vänt mot ån. Båda är privatbostäder. 
Väster om Svärtaån finns tre gula tvåvåningshus, tidigare förmansbostäder. I det av husen som ligger närmast ån fanns även en handelsbod. Frivilliga Radioorganisationen (FRO) bedrev utbildning under tiden 1985–2003 i dessa lokaler. Under renoveringen av handelsboden hittades ett dragspel angripet av råttor med en lapp som visade på att dragspelet var en pant för varor i butiken.
På andra sidan vägen finns den gamla brandstationen kvar med tillhörande vagnhallar. Idag privatbostad.
Vidare finns Norshammars gamla skola kvar i området, likaså olika arbetarbostäder.

## Historik
Borgmästaren i Nyköping Joakim Danckwardt fick 1645 rätt att bygga en masugn vid Holmsjö och Uttersjön och att bruka Förola gruvor. 1646 inköpte han tillsammans med sin svärson Gerdt Störning hemmanet Brolötstorp, för att där anlägga järn- och kniphammare samt använda det vattenfall som bildades av Svärtaån (Norrströmmen)s utflöde i Säbyfjärden. Danckwardt avled 1648 och Gerdt Störning tog ensam över bruket, med flera underlydande gårdar gavs bergsfrälsefrihet 1650.
Bruket vid för att bland annat bedriva tillverkning av kanoner, och bruket fick namnet Norshammar. En ny masugn uppfördes vid Masugnsjön medan malmen huvudsakligen kom att hämtas vid Förola gruvor. 1761 flyttades dock masugnen till Karreby ägor under namnet Ullabergs masugn. Kanonernas lopp borrades i en borrvind som låg längre upp längs Svärtaån vid Hedvigsfors kvarn, även kallad Borrvindskvarn. 1833 lades stångjärnstillverkningen ned och 1854 lades även masugnen ned. Gruvbrytningen kom dock att fortsätta i liten skala i perioder. När bruksdriften upphörde övergick man till jordbruksproduktion och på 1860-talet framhölls Svärta som en mönstergård. Många arrendegårdar lades under godset och statare anställdes.
Egendomen ärvdes av Störnings måg brukspatronen Georg Thomas Berchner, som blev adlad von Berchner. Den siste ägaren av denna ätt, Ulrika Eleonora von Berchner, som dog 1809, var änka till landshövdingen Pehr Abraham Örnsköld. Hon testamenterade godset till överste Peter Schönström. Genom köp övergick stället till Lagerqvist. 
Halvar Lagerqvist (barnbarn Lars O. Lagerkvist), yngste sonen Carl Lagerqvist ärvde Svärta, hans äldre (ogifte) halvbror övertog vinhandeln i Norrköping. Carl hade inte sin mors affärsbegåvning och året efter hans död, alltså 1890, såldes Svärta. Detta sköttes av minderårige sonen Halvars förmyndare (änkor fick ännu inte vara sina barns förmyndare), hovmarskalken baron von Mecklenburg, som var en nära släkting. Änkan Dicken och sonen bosatte sig i Nyköping (“Svärtahuset”) och i den staden tog Halvar studentexamen 1896. Sedan flyttade de till Stockholm.
År 1903 övergick Svärta till släkten Blackert.